# Stop This Flame
Stop This Flame is een nummer van de Britse zangeres Celeste uit 2020.
Het nummer bevat een sample uit Nina Simone's uitvoering van Sinner Man, vandaar dat Simone ook op de credits van het nummer staat. "Stop This Flame" was in het Verenigd Koninkrijk met een 47e positie niet heel succesvol. In de Nederlandse Top 40 haalde het een bescheiden 21e positie, en in de Vlaamse Ultratop 50 wist het de 5e positie te bemachtigen. Het nummer staat eveneens op de soundtrack van het gekende voetbalspel FIFA 21.

## Hitnoteringen

### Nederlandse Top 40
| Hitnotering: 01-02-2020 t/m 09-05-2020 | Hitnotering: 01-02-2020 t/m 09-05-2020 | Hitnotering: 01-02-2020 t/m 09-05-2020 | Hitnotering: 01-02-2020 t/m 09-05-2020 | Hitnotering: 01-02-2020 t/m 09-05-2020 | Hitnotering: 01-02-2020 t/m 09-05-2020 | Hitnotering: 01-02-2020 t/m 09-05-2020 | Hitnotering: 01-02-2020 t/m 09-05-2020 | Hitnotering: 01-02-2020 t/m 09-05-2020 | Hitnotering: 01-02-2020 t/m 09-05-2020 | Hitnotering: 01-02-2020 t/m 09-05-2020 |
| Week                                   | 1                                      | 2                                      | 3                                      | 4                                      | 5                                      | 6                                      | 7                                      | 8                                      | 9                                      | 10                                     |
| -------------------------------------- | -------------------------------------- | -------------------------------------- | -------------------------------------- | -------------------------------------- | -------------------------------------- | -------------------------------------- | -------------------------------------- | -------------------------------------- | -------------------------------------- | -------------------------------------- |
| Positie:                               | 28                                     | 24                                     | 23                                     | 27                                     | 30                                     | 32                                     | 31                                     | 28                                     | 30                                     | 32                                     |
| Week:                                  | 11                                     | 12                                     | 13                                     | 14                                     | 15                                     |                                        |                                        |                                        |                                        |                                        |
| Positie:                               | 24                                     | 21                                     | 21                                     | 27                                     | 32                                     | uit                                    |                                        |                                        |                                        |                                        |

### Vlaamse Ultratop 50 Singles
| Hitnotering: 18-01-2020 t/m 04-07-2020 | Hitnotering: 18-01-2020 t/m 04-07-2020 | Hitnotering: 18-01-2020 t/m 04-07-2020 | Hitnotering: 18-01-2020 t/m 04-07-2020 | Hitnotering: 18-01-2020 t/m 04-07-2020 | Hitnotering: 18-01-2020 t/m 04-07-2020 | Hitnotering: 18-01-2020 t/m 04-07-2020 | Hitnotering: 18-01-2020 t/m 04-07-2020 | Hitnotering: 18-01-2020 t/m 04-07-2020 | Hitnotering: 18-01-2020 t/m 04-07-2020 | Hitnotering: 18-01-2020 t/m 04-07-2020 |
| Week                                   | 1                                      | 2                                      | 3                                      | 4                                      | 5                                      | 6                                      | 7                                      | 8                                      | 9                                      | 10                                     |
| -------------------------------------- | -------------------------------------- | -------------------------------------- | -------------------------------------- | -------------------------------------- | -------------------------------------- | -------------------------------------- | -------------------------------------- | -------------------------------------- | -------------------------------------- | -------------------------------------- |
| Positie:                               | 14                                     | 128                                    | 28                                     | 18                                     | 14                                     | 10                                     | 11                                     | 5                                      | 6                                      | 5                                      |
| Week:                                  | 11                                     | 12                                     | 13                                     | 14                                     | 15                                     | 16                                     | 17                                     | 18                                     | 19                                     | 20                                     |
| Positie:                               | 7                                      | 6                                      | 17                                     | 7                                      | 15                                     | 14                                     | 15                                     | 13                                     | 30                                     | 34                                     |
| Week:                                  | 21                                     | 22                                     | 23                                     | 24                                     | 25                                     |                                        |                                        |                                        |                                        |                                        |
| Positie:                               | 36                                     | 31                                     | 40                                     | 38                                     | 33                                     | uit                                    |                                        |                                        |                                        |                                        |